# Bahnstrecke Dago Junction–Skunk Brook Camp
| Streckenlänge: | 3 km                |                     |                     |
| Spurweite: | 610 mm (2-Fuß-Spur) |                     |                     |
| Zweigleisigkeit: | –                   |                     |                     |
| |                     |                     |                     |
| Gesellschaft: | Eustis              |                     |                     |
| \| \| \| von Eustis Junction \| \| \| \| 0 \| Dago Junction ME \| Dago Junction ME \| \| \| \| nach Berlin Mills \| \| \| \| 3 \| Skunk Brook Camp ME \| Skunk Brook Camp ME \| |                     |                     |                     |
| Strecke (außer Betrieb) |                     | von Eustis Junction | von Eustis Junction |
| Dienststation / Betriebs- oder Güterbahnhof (Strecke außer Betrieb) | 0                   | Dago Junction ME    | Dago Junction ME    |
| Abzweig geradeaus und nach links (Strecke außer Betrieb) |                     | nach Berlin Mills   | nach Berlin Mills   |
| Betriebs-/Güterbahnhof Streckenende (Strecke außer Betrieb) | 3                   | Skunk Brook Camp ME | Skunk Brook Camp ME |

Die Bahnstrecke Dago Junction–Skunk Brook Camp ist eine Eisenbahnstrecke in Maine (Vereinigte Staaten). Sie ist rund drei Kilometer lang. Die Strecke war in der Spurweite von zwei Fuß (610 mm) gebaut und ist vollständig stillgelegt.
Nach Eröffnung der Eustis Railroad bis Berlin Mills im Sommer 1904 waren einige Holzfällercamps südlich von Stratton ohne Eisenbahnanschluss geblieben. Um dies zu ändern, baute die Bahngesellschaft vermutlich noch 1904 einen Abzweig zum Skunk Brook Camp. Die Bahnstrecke biegt südlich von Stratton von der Hauptstrecke, die im Tal des Dead River verlief, ab und führt südwärts in ein Seitental. Die Betriebsführung oblag der Phillips and Rangeley Railroad. Die Strecke wurde 1909 aus wirtschaftlichen Gründen stillgelegt. Personenverkehr fand auf der als öffentliche Eisenbahn konzipierten Bahn nicht statt.